# Périptère

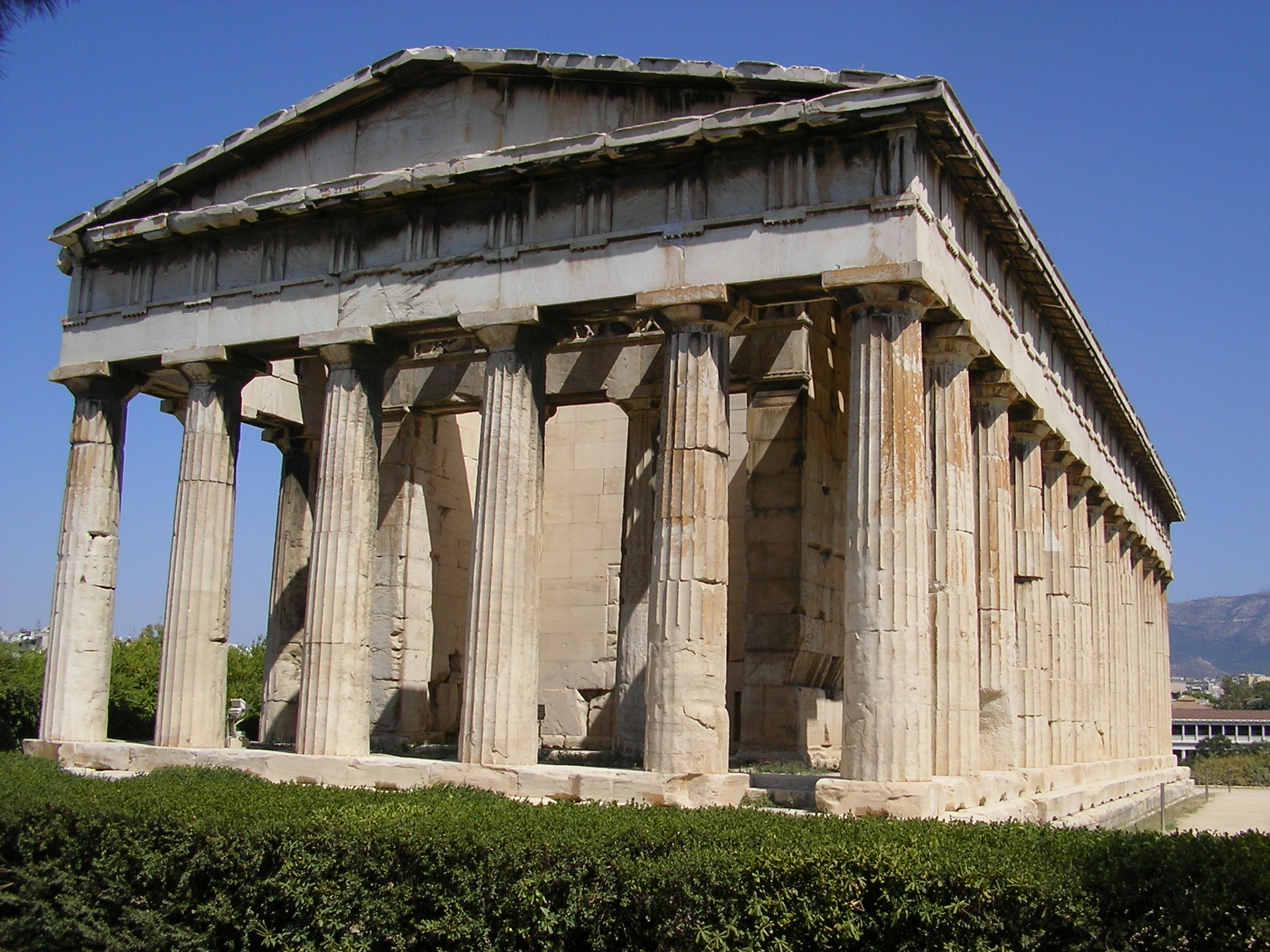
L’Héphaïstéion à Athènes.

Un édifice périptère est entouré de rangées de colonnes sur toutes ses faces. Celles-ci forment une colonnade extérieure, cas particulier du péristyle qui peut être intérieur ou extérieur.
Cette disposition est très courante dans l'architecture classique grecque, au moins depuis l'architecture en bois du VIIIe siècle. Elle a été utilisée, mais de manière exceptionnelle, dans l'ancienne Égypte ou dans les temples étrusques.

## Exemples de bâtiments périptères
- Parthénon à Athènes ;
- Temple d'Apollon Epicourios de Bassae ;
- Maison Carrée (Nîmes) (pseudopériptère).

Exemples néoclassiques :
- église de la Madeleine à Paris ;
- palais Brongniart à Paris.